# 西村弥
西村 弥（にしむら わたる、1983年9月8日 - ）は、沖縄県南城市出身の元プロ野球選手（内野手）。右投右打。

## 経歴

### プロ入り前
沖縄尚学高等学校では、1年夏に第81回全国高等学校野球選手権大会に控え選手としてベンチ入りした。
高校卒業後は東京情報大学に進学し、1年次より遊撃手レギュラーとして活躍。3年秋にはチーム初のリーグ優勝に貢献した。4年次からは主将としてチームを牽引し、秋のリーグ制覇に導く。
2005年の大学生・社会人ドラフト会議にて、東北楽天ゴールデンイーグルスから5巡目指名を受け入団した。背番号は66。東京情報大学野球部創部以来、初のプロ野球選手となった。

### プロ入り後
2006年は、ルーキーながら守備力を買われ一軍で47試合に出場する。打撃.127と低迷したが、守備でチームに貢献した。
2007年は、渡辺直人が遊撃のレギュラーに定着したため一軍出場はなかった。7月の二軍戦で右肩亜脱臼を起こし、後半戦はリハビリに費やした。
2008年は、高須洋介や渡辺直人の故障により、一時スタメンのチャンスを与えられるが、結果を残せなかった。
2009年は、6月3日のイースタン・リーグ日本ハム戦で一試合6安打を記録（リーグ最多タイでプロ野球史上3人目）。
2010年は、守備要員として一軍に定着し、73試合に出場した。
2011年は、先発出場こそなかったものの63試合に出場。一塁手としても起用され、内野全ポジションを守った。3月11日、13時13分に西村の男児が誕生しているが、この1時間半後に東日本大震災が発生。西村の母や祖母達が落下物から妻子を守った。
2012年は、松井稼頭央が怪我で出遅れ、開幕戦に9番遊撃手としてスタメン出場。途中出場が主で打席数は少なかったものの、打率.289、11安打のうち7本が二塁打と打撃でも結果を残した。
2013年は、2012年の秋季キャンプ中に右肩の故障が発生し保存療法でリハビリを行ってきたが患部の状況が改善せず、春季キャンプ直前の1月22日に手術を受けた。全治6か月。手術の影響もあり前半戦はリハビリに努めシーズン終盤に二軍の試合で復帰したが4試合の出場に留まった。シーズン終了後の11月12日には、育成選手として契約することや、背番号を066に変更することが球団から発表された。
2014年は、3月25日に支配下登録選手へ復帰するとともに、背番号を以前着用していた66に戻した。
2015年は、5月9日にシーズン初の出場選手登録を果たすと、5月10日に一軍でのシーズン初安打を記録。それ以降は、阿部俊人や岩﨑達郎が内野の控えにいた影響で出番がなく、打率1.000のまま5月22日に登録抹消された。シーズン終了後の10月26日に、球団から戦力外通告を受けたことを機に現役を引退。

### 現役引退後
2015年11月23日、コボスタ宮城で開催されたファン感謝祭で森山周・梅津智弘との合同引退セレモニーを実施。12月19日、楽天球団で運営する「楽天イーグルスアカデミー」のジュニアコーチ着任を発表。その傍らJ SPORTS（楽天球団制作中継）の野球解説者として活動している。
2019年11月25日、2020年よりベースボール・チャレンジ・リーグ・群馬ダイヤモンドペガサスのコーチに就任することが発表された。2シーズン務め、2021年シーズン終了後の11月30日に同年シーズン限りでの退団が発表された。
2021年12月22日、2022年より台湾プロ野球（CPBL）・楽天モンキーズの守備走塁総合コーチに就任することが発表された。
2022年11月12日、楽天モンキーズのコーチを退任し、2023年は東北楽天ゴールデンイーグルスの二軍内野守備走塁コーチを務め、同年限りで退任した。翌2024年からは再び楽天イーグルスアカデミーのコーチを務める。
2025年4月より、母校・東京情報大学硬式野球部の監督に就任。

## 選手としての特徴・人物
俊足・堅守が武器の内野手。2011年にはチームの若手でナンバーワンの守備力と評されていた。
『週刊ベースボール』2012年8月20日号内「道具の流儀 seasonII」において、試合中に小坂誠モデルの軟式野球用グラブを使用していることを明かした。楽天の先輩であり、内野守備の名手だった小坂誠と酒井忠晴から影響を受けており、硬式野球用グラブとの違いについて「微妙な違いではない。僕にとっては大きな違いなんです。」と述べている。また、使用されている皮革の関係から、野球用具のメーカーをローリングスに統一している。

## 詳細情報

### 年度別打撃成績
| 年 度     | 球 団     | 試 合 | 打 席 | 打 数 | 得 点 | 安 打 | 二 塁 打 | 三 塁 打 | 本 塁 打 | 塁 打 | 打 点 | 盗 塁 | 盗 塁 死 | 犠 打 | 犠 飛 | 四 球 | 敬 遠 | 死 球 | 三 振 | 併 殺 打 | 打 率 | 出 塁 率 | 長 打 率 | O P S |
| --------- | --------- | ----- | ----- | ----- | ----- | ----- | -------- | -------- | -------- | ----- | ----- | ----- | -------- | ----- | ----- | ----- | ----- | ----- | ----- | -------- | ----- | -------- | -------- | ----- |
| 2006      | 楽天      | 47    | 67    | 63    | 13    | 8     | 1        | 0        | 0        | 9     | 1     | 0     | 4        | 3     | 0     | 1     | 0     | 0     | 25    | 1        | .127  | .141     | .143     | .284  |
| 2008      | 楽天      | 9     | 19    | 17    | 1     | 2     | 1        | 0        | 0        | 3     | 3     | 0     | 1        | 1     | 0     | 1     | 0     | 0     | 6     | 0        | .118  | .167     | .176     | .343  |
| 2009      | 楽天      | 2     | 1     | 1     | 0     | 0     | 0        | 0        | 0        | 0     | 0     | 0     | 0        | 0     | 0     | 0     | 0     | 0     | 0     | 0        | .000  | .000     | .000     | .000  |
| 2010      | 楽天      | 73    | 48    | 42    | 14    | 9     | 1        | 1        | 0        | 12    | 3     | 5     | 1        | 3     | 0     | 3     | 0     | 0     | 16    | 0        | .214  | .267     | .286     | .552  |
| 2011      | 楽天      | 63    | 26    | 23    | 15    | 3     | 0        | 0        | 0        | 3     | 1     | 3     | 1        | 2     | 0     | 1     | 0     | 0     | 4     | 1        | .130  | .167     | .130     | .297  |
| 2012      | 楽天      | 82    | 42    | 38    | 14    | 11    | 7        | 0        | 0        | 18    | 5     | 0     | 3        | 1     | 1     | 2     | 0     | 0     | 11    | 0        | .289  | .317     | .474     | .791  |
| 2014      | 楽天      | 17    | 12    | 12    | 1     | 3     | 0        | 0        | 0        | 3     | 1     | 0     | 0        | 0     | 0     | 0     | 0     | 0     | 4     | 0        | .250  | .250     | .250     | .500  |
| 2015      | 楽天      | 3     | 1     | 1     | 0     | 1     | 0        | 0        | 0        | 1     | 0     | 0     | 0        | 0     | 0     | 0     | 0     | 0     | 0     | 0        | 1.000 | 1.000    | 1.000    | 2.000 |
| 通算：8年 | 通算：8年 | 296   | 216   | 197   | 58    | 37    | 10       | 1        | 0        | 49    | 14    | 8     | 10       | 10    | 1     | 8     | 0     | 0     | 66    | 2        | .188  | .218     | .249     | .467  |

### 年度別守備成績
| 年 度 | 球 団 | 一塁  | 一塁  | 一塁  | 一塁  | 一塁  | 一塁     | 二塁  | 二塁  | 二塁  | 二塁  | 二塁  | 二塁     | 三塁  | 三塁  | 三塁  | 三塁  | 三塁  | 三塁     | 遊撃  | 遊撃  | 遊撃  | 遊撃  | 遊撃  | 遊撃     |
| 年 度 | 球 団 | 試 合 | 刺 殺 | 補 殺 | 失 策 | 併 殺 | 守 備 率 | 試 合 | 刺 殺 | 補 殺 | 失 策 | 併 殺 | 守 備 率 | 試 合 | 刺 殺 | 補 殺 | 失 策 | 併 殺 | 守 備 率 | 試 合 | 刺 殺 | 補 殺 | 失 策 | 併 殺 | 守 備 率 |
| ----- | ----- | ----- | ----- | ----- | ----- | ----- | -------- | ----- | ----- | ----- | ----- | ----- | -------- | ----- | ----- | ----- | ----- | ----- | -------- | ----- | ----- | ----- | ----- | ----- | -------- |
| 2006  | 楽天  | -     | -     | -     | -     | -     | -        | 12    | 16    | 20    | 0     | 2     | 1.000    | -     | -     | -     | -     | -     | -        | 31    | 27    | 66    | 5     | 11    | .949     |
| 2008  | 楽天  | -     | -     | -     | -     | -     | -        | 6     | 10    | 9     | 0     | 0     | 1.000    | 1     | 0     | 0     | 0     | 0     | ----     | 3     | 3     | 10    | 0     | 1     | 1.000    |
| 2009  | 楽天  | -     | -     | -     | -     | -     | -        | 1     | 0     | 0     | 0     | 0     | ----     | -     | -     | -     | -     | -     | -        | 1     | 1     | 0     | 0     | 0     | 1.000    |
| 2010  | 楽天  | -     | -     | -     | -     | -     | -        | 2     | 0     | 0     | 0     | 0     | ----     | 40    | 7     | 11    | 0     | 1     | 1.000    | 21    | 11    | 30    | 2     | 3     | .953     |
| 2011  | 楽天  | 13    | 25    | 0     | 0     | 2     | 1.000    | 1     | 0     | 1     | 0     | 0     | 1.000    | 25    | 5     | 7     | 0     | 1     | 1.000    | 19    | 6     | 14    | 0     | 4     | 1.000    |
| 2012  | 楽天  | 4     | 7     | 1     | 0     | 0     | 1.000    | 19    | 7     | 14    | 0     | 2     | 1.000    | 28    | 1     | 14    | 1     | 0     | .938     | 29    | 12    | 26    | 3     | 4     | .927     |
| 2014  | 楽天  | 2     | 4     | 0     | 0     | 1     | 1.000    | 11    | 4     | 13    | 0     | 2     | 1.000    | 3     | 1     | 0     | 0     | 0     | 1.000    | -     | -     | -     | -     | -     | -        |
| 2015  | 楽天  | -     | -     | -     | -     | -     | -        | 1     | 0     | 1     | 0     | 0     | 1.000    | -     | -     | -     | -     | -     | -        | -     | -     | -     | -     | -     | -        |
| 通算  | 通算  | 19    | 36    | 1     | 0     | 3     | 1.000    | 53    | 37    | 58    | 0     | 6     | 1.000    | 97    | 14    | 32    | 1     | 2     | .979     | 104   | 60    | 146   | 10    | 23    | .954     |

### 記録
初記録
- 初出場：2006年3月25日、対北海道日本ハムファイターズ1回戦（札幌ドーム）、9回表に山﨑武司の代走で出場
- 初打席：2006年5月10日、対横浜ベイスターズ2回戦（横浜スタジアム）、11回表に加藤武治から四球
- 初先発出場：2006年5月26日、対広島東洋カープ1回戦（フルキャストスタジアム宮城）、9番・遊撃手で先発出場
- 初安打：同上、3回裏に黒田博樹から中前安打
- 初打点：2006年7月4日、対千葉ロッテマリーンズ9回戦（フルキャストスタジアム宮城）、5回裏に小林宏之から右中間へ適時二塁打
- 初盗塁：2010年5月1日、対オリックス・バファローズ5回戦（クリネックススタジアム宮城）、5回裏に二盗（投手：木佐貫洋、捕手：鈴木郁洋）

### 背番号
- 66（2006年 - 2013年、2014年3月25日 - 2015年）
- 066（2014年 - 同年3月24日）
- 88（2020年）
- 74（2021年）
- 81（2022年）
- 97（2023年）